# 小亞歷山德里夫卡 (斯瓦托韋區)
49°42′31″N 38°29′14″E / 49.70861°N 38.48722°E
小亞歷山德里夫卡（烏克蘭語：Малоолександрівка）是位於烏克蘭東部的村莊，由盧甘斯克州斯瓦托韋區的特羅伊齊克市鎮負責管轄。該村始建於1802年，面積32.4平方公里，海拔高度106米，2001年人口435，人口密度每平方公里13.4人。